# Diamonds and Pearls
Diamonds and Pearls è il tredicesimo studio album del cantante e musicista statunitense Prince, pubblicato nel 1991 dalle etichette Paisley Park Records e Warner Bros. Records. In questo album Prince lavora con la band The New Power Generation, anche conosciuta come NPG e infatti il disco è accreditato sia a Prince che alla band.
Dal disco furono tratti diversi successi, come ad esempio Gett Off, Cream e altre ancora.
In totale l'album ha venduto 7 milioni di copie in tutto il mondo.

## Descrizione
In Diamonds and Pearls è presente una commistione di diversi generi musicali, miscelati liberamente da Prince e dalla The NPG: funk, pop, pop-rock e R&B sono alcuni di questi. L'attenzione al contemporaneo è comunque evidente in tutte le tracce, dove si sente una non trascurabile influenza dell'hip hop, così come dell'elettronica, due generi in pieno sviluppo all'inizio degli anni 90.
Il disco contiene sia hit che diventeranno dei veri e propri classici di Prince, sia sperimentazione.

## MTV Video Music Awards 1991
Fece scalpore l'esibizione di Prince ai VMA del 1991, dove portò il singolo Gett Off. Presentatosi sul palco con un vestito giallo che ne lasciava in mostra le natiche nude, il musicista di Minneapolis stregò i presenti così come i telespettatori con uno spettacolo orgiastico, esibendosi su un palco colmo di uomini e donne dalle movenze provocatorie.
Questa sua esibizione è da molti considerata una delle sue più significative performance.

## Tracce
1. Thunder – 5:45
2. Daddy Pop – 5:17
3. Diamonds and Pearls – 4:45
4. Cream – 4:13
5. Strollin' – 3:47
6. Willing and Able – 5:00
7. Gett Off – 4:31
8. Walk Don't Walk – 3:07
9. Jughead – 4:57
10. Money Don't Matter 2 Night – 5:53
11. Push – 5:53
12. Insatiable – 6:39
13. Live 4 Love – 6:59

## Classifiche

### Classifiche settimanali
| Classifica (1991/92) | Posizione massima |
| -------------------- | ----------------- |
| Australia            | 1                 |
| Austria              | 4                 |
| Canada               | 8                 |
| Francia              | 8                 |
| Germania             | 8                 |
| Italia               | 5                 |
| Norvegia             | 5                 |
| Nuova Zelanda        | 5                 |
| Paesi Bassi          | 6                 |
| Regno Unito          | 2                 |
| Stati Uniti          | 3                 |
| Stati Uniti (R&B)    | 1                 |
| Svezia               | 8                 |
| Svizzera             | 3                 |

### Classifiche di fine anno
| Classifica (1991) | Posizione |
| ----------------- | --------- |
| Canada            | 47        |
| Francia           | 15        |
| Italia            | 45        |
| Regno Unito       | 27        |
| Classifica (1992) | Posizione |
| Australia         | 14        |
| Austria           | 17        |
| Germania          | 20        |
| Nuova Zelanda     | 30        |
| Regno Unito       | 38        |
| Stati Uniti       | 31        |
| Svizzera          | 22        |